# Perdita zebrata
Perdita zebrata är en biart som beskrevs av Cresson 1878. Perdita zebrata ingår i släktet Perdita och familjen grävbin. Inga underarter finns listade i Catalogue of Life.